# Johann Ernst von Klopmann

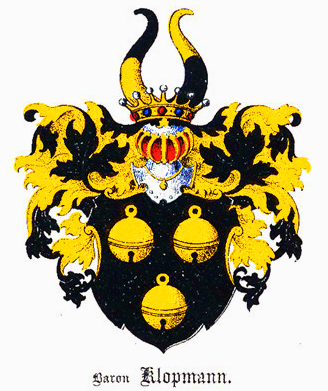
Wappen der Barone von Klopmann

Johann Ernst von Klopmann (* 12. Mai 1725 in Bershof, Kurland; † 12. Dezember 1786 in Mitau) aus dem Adelsgeschlecht derer von Klopmann war herzoglicher Kanzler und Landhofmeister im Herzogtum Kurland und Semgallen.

## Leben
Johann Ernst von Klopmann war von 1759 bis 1762 Assistent des Selburgschen Oberhauptmannschafts-Gerichts in Jakobstadt. Während seiner politischen Aktivitäten zählte er zu den sogenannten „Ernestinern“, die zu den Anhänger des Herzogs Ernst Johann von Biron (1690–1772) gezählt wurden. Von 1763 bis 1776 war er herzoglicher Kanzler und Oberrat im Herzogtum Kurland und Semgallen. Danach war er von 1776 bis 1786 Landhofmeister und residierte in Mitau. 1783 war er der herzogliche Vertreter in der russisch-kurländischen Grenzkommission, die in Riga tagte. Klopmann wurde mit dem polnischen  Orden des Weißen Adlers, dem Sankt-Stanislaus-Orden und dem Russischen Orden der Heiligen Anna ausgezeichnet.

## Familie
Das baltische Adelsgeschlecht Kopmann stammte aus dem uradligen westfälischen der Klopmanns. Seit der Mitte des 15. Jahrhunderts waren sie Vasallen des Deutschen Ordens in Livland und erhielten 1620 das kurländische Indigenat. Im Jahre 1853 wurden sie mit dem Titel eines russischen Barons ausgezeichnet und in den russischen Freiherrenstand erhoben. Sein Vater war Johann Friedrich von Klopmann, Herr auf Sickeln in Kurland, der mit Anna Maria von Koskull verheiratet war. Johann Ernst heiratet 1752 Louise Charlotta von Mirbach aus dem Hause Samieten, die eine verwitwete von Nettelhorst war. Er war seit 1783 Gutsherr von  Pahzen, Drogen und Marren  und war im Pfandbesitz der Gutshöfe Islitz, Kliwenhof und Kalnezeem (Kurland).